# Radiador
Um típico radiador automotivo.
Um radiador é um dispositivo utilizado para troca de calor entre o ar atmosférico e outra substância (geralmente um líquido de arrefecimento) contida em um sistema fechado. Seu núcleo é constituído por uma série de canais (em forma de tubos ou de colméia) que permitem a passagem de ar entre eles retirando o calor do líquido, portanto quanto maior a área de contato com o ar mais rápida é a troca e mais eficiente é o radiador. Radiadores são encontrados em qualquer tipo de motor refrigerado à água, o que inclui veículos de todos os tipos; equipamentos pesados como tratores e máquinas agrícolas; motores estacionários de geradores e motobombas entre outros.

## Radiador de arrefecimento
O radiador de arrefecimento tem como função impedir que o motor aqueça demasiadamente devido à combustão e, consequentemente, prejudique seu desempenho. Ele realiza isso através de trocas de calor entre o meio externo(ar) e um líquido de arrefecimento, mistura de água e um aditivo, onde o ar passa para o duto dianteiro do automóvel, tanto pela ação da ventoinha, tanto pela ação do movimento do automóvel. O líquido de arrefecimento flui num sistema de mangueiras, passando por uma bomba centrífuga promovida por uma correia ligada ao virabrequim. Depois, o líquido de arrefecimento passa pelos pistões do motor para resfriá-los e flui para o radiador, para ter seu calor retirado e voltar para o início do ciclo. Assim, ocorre um bom funcionamento do motor, pois sua temperatura toda estará estável.

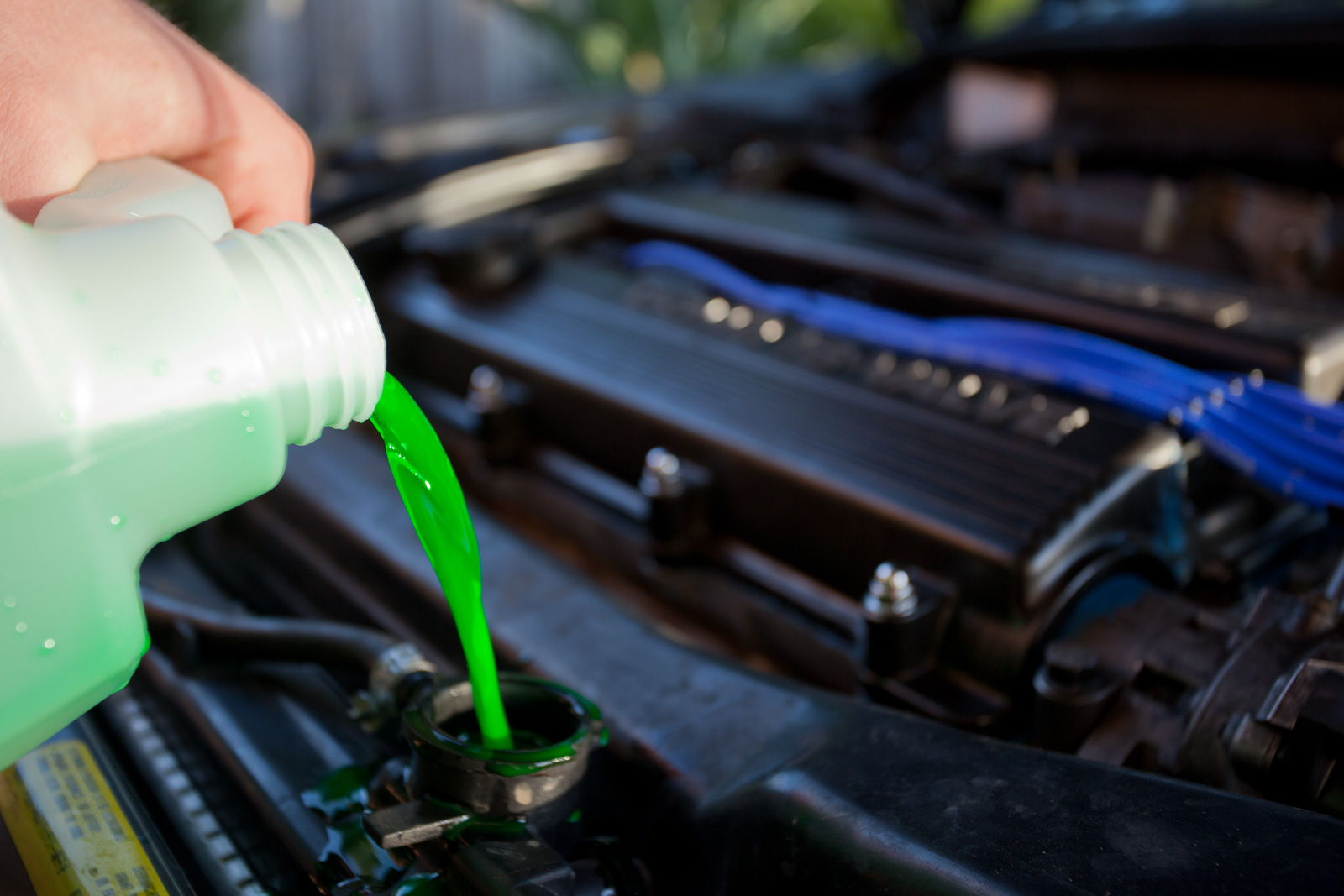
Líquido de arrefecimento sendo utilizado no radiador de um automóvel.

O uso incorreto ou a falta do aditivo para radiadores pode causar danos ao sistema de arrefecimento, como por exemplo a oxidação interna do motor. O tipo e a proporção corretos são especificados no manual do proprietário do automóvel. Na maioria dos carros da Volkswagen no Brasil, por exemplo, é utilizado o aditivo G12 com uma proporção de 60% de água para compor o líquido de arrefecimento. Entre as substâncias utilizadas na composição dos aditivos de radiador automotivo estão o etilenoglicol e monoetilenoglicol sendo o primeiro mais utilizado nos países de clima frio. 

## Radiador de Óleo
É utilizado para auxiliar a refrigeração do óleo lubrificante. Também utilizado em algumas motos principalmente nas refrigeradas a ar. O funcionamento é semelhante ao do radiador de água do motor, a diferença é que este arrefece o óleo do cárter.
Existe também o radiador para óleo de transmissões automáticas e sistemas hidráulicos. 
A construção e configuração interna dos radiadores de óleo são diferentes dos radiadores de água, isto devido à diferença de viscosidade dos fluídos e pressão do sistema em que opera.  

## Radiador de climatização
Utilizados em sistemas de controle da temperatura interna do automóvel. Estão localizados dentro do painel do automóvel, podem ser utilizados para arrefecer (ar condicionado) ou aquecer (ar quente). Alguns automóveis possuem os dois. O de aquecimento utiliza o líquido de arrefecimento do próprio automóvel, já que ele se encontra em uma temperatura mais elevada. Já o de ar-condicionado utiliza um gás e todo um sistema para arrefecê-lo.

## Intercooler
É utilizado em sistemas de admissão de ar em motores turbinados e veículos com o sistema Supercharger. Uma vez que o turbocompressor aquece bastante o ar de admissão, o intercooler tem como função resfriá-lo, até este atingir uma temperatura próxima à temperatura ambiente. Ao reduzir a temperatura, este fica mais denso, sendo possível dessa forma colocar mais moléculas de ar dentro dos cilindros e, consequentemente, mais combustível. Assim consegue-se gerar mais potência.